# Dwight Yorke
Dwight Yorke (Canaan (Tobago), 3 november 1971) is een voormalig voetballer uit Trinidad en Tobago die actief was in de Engelse Premier League en daarna in Australië ging voetballen als centrumspits. Yorke werd vooral bekend als aanvaller van Aston Villa en Manchester United.

## Clubcarrière
Yorke kwam achtereenvolgens uit voor Aston Villa, Manchester United, Blackburn Rovers, Birmingham City, Sydney FC en Sunderland. In 2006 weet oud teamgenoot Roy Keane hem terug naar Engeland te halen om zijn carrière voort te zetten bij Sunderland. Yorke heeft 72 interlands achter zijn naam staan voor zijn vaderland Trinidad & Tobago. Met zijn land plaatste hij zich voor het WK voetbal 2006 in Duitsland. Op Tobago is een voetbalstadion naar Yorke vernoemd.
Vooral in zijn periode bij Manchester United – met spitsbroeder Andy Cole – was Yorke succesvol. In het seizoen 1998-1999 werd hij met deze club landskampioen, won de FA Cup, de Champions League en de wereldbeker voor clubteams. Daarnaast was Yorke dat seizoen ook (gedeeld) topscorer van de Premier League. Ook in de twee seizoenen daarna won Yorke met deze club het Engels kampioenschap. Yorke scoorde een totaal van 123 doelpunten in de Premier League.
Zijn bijnaam is The Smiling Assassin ('De Lachende Sluipmoordenaar').

## Clubstatistieken
| Seizoen | Club              | Land      | Competitie     | Wedstrijden | Doelpunten |
| ------- | ----------------- | --------- | -------------- | ----------- | ---------- |
| 1989/90 | Aston Villa       | Engeland  | First Division | 2           | 0          |
| 1990/91 | Aston Villa       | Engeland  | First Division | 18          | 2          |
| 1991/92 | Aston Villa       | Engeland  | First Division | 32          | 11         |
| 1992/93 | Aston Villa       | Engeland  | Premier League | 27          | 6          |
| 1993/94 | Aston Villa       | Engeland  | Premier League | 12          | 2          |
| 1994/95 | Aston Villa       | Engeland  | Premier League | 37          | 6          |
| 1995/96 | Aston Villa       | Engeland  | Premier League | 35          | 17         |
| 1996/97 | Aston Villa       | Engeland  | Premier League | 37          | 17         |
| 1997/98 | Aston Villa       | Engeland  | Premier League | 30          | 12         |
| 1998/99 | Aston Villa       | Engeland  | Premier League | 1           | 0          |
| 1998/99 | Manchester United | Engeland  | Premier League | 32          | 18         |
| 1999/00 | Manchester United | Engeland  | Premier League | 32          | 20         |
| 2000/01 | Manchester United | Engeland  | Premier League | 22          | 9          |
| 2001/02 | Manchester United | Engeland  | Premier League | 10          | 1          |
| 2002/03 | Blackburn Rovers  | Engeland  | Premier League | 33          | 8          |
| 2003/04 | Blackburn Rovers  | Engeland  | Premier League | 23          | 4          |
| 2004/05 | Blackburn Rovers  | Engeland  | Premier League | 4           | 0          |
| 2004/05 | Birmingham City   | Engeland  | Premier League | 13          | 2          |
| 2005/06 | Sydney            | Australië | A-League       | 21          | 7          |
| 2006/07 | Sunderland        | Engeland  | Championship   | 32          | 5          |
| 2007/08 | Sunderland        | Engeland  | Premier League | 20          | 1          |
| 2008/09 | Sunderland        | Engeland  | Premier League | 7           | 0          |
| Totaal  | Totaal            | Totaal    | Totaal         | 478         | 148        |

## Interlandgoals
| Interlanddoelpunten | Interlanddoelpunten | Interlanddoelpunten            | Interlanddoelpunten           | Interlanddoelpunten | Interlanddoelpunten | Interlanddoelpunten | Interlanddoelpunten |
| №                   | Datum               | Tegenstander                   | Locatie                       | Uitslag             | Doelpunt(en)        | Wedstrijd           |                     |
| ------------------- | ------------------- | ------------------------------ | ----------------------------- | ------------------- | ------------------- | ------------------- | ------------------- |
| 2                   | 1989-07-09          | Grenada                        | Bridgetown, Barbados          | 1 – 2               | 2                   | Caribbean Cup       |                     |
| 3                   | 1993-05-21          | Saint Vincent en de Grenadines | Montego Bay, Jamaica          | 4 – 1               | 1                   | Caribbean Cup       |                     |
| 4                   | 1996-06-23          | Dominicaanse Republiek         | Port-of-Spain, Trinidad       | 8 – 0               | 1                   | WK-kwalificatie     |                     |
| 5                   | 2000-02-15          | Guatemala                      | Los Angeles, Verenigde Staten | 4 – 2               | 1                   | CONCACAF Gold Cup   |                     |
| 6                   | 2000-05-07          | Haïti                          | Port-of-Spain, Trinidad       | 3 – 1               | 1                   | WK-kwalificatie     |                     |
| 7                   | 2000-05-19          | Haïti                          | Port-au-Prince, Haiti         | 1 – 1               | 1                   | WK-kwalificatie     |                     |
| 9                   | 2000-07-08          | Jamaica                        | Port-of-Spain, Trinidad       | 2 – 4               | 2                   | Oefeninterland      |                     |
| 10                  | 2000-07-16          | Canada                         | Edmonton, Canada              | 0 – 2               | 1                   | WK-kwalificatie     |                     |
| 12                  | 2000-08-16          | Panama                         | Port-of-Spain, Trinidad       | 6 – 0               | 2                   | WK-kwalificatie     |                     |
| 13                  | 2001-06-24          | Bermuda                        | Hamilton, Bermuda             | 0 – 5               | 1                   | Oefeninterland      |                     |
| 15                  | 2006-02-28          | IJsland                        | Londen, Engeland              | 2 – 0               | 2                   | Oefeninterland      |                     |
| 16                  | 2006-10-07          | Saint Vincent en de Grenadines | Port-of-Spain, Trinidad       | 5 – 0               | 1                   | Oefeninterland      |                     |
| 17                  | 2008-10-15          | Verenigde Staten               | Port-of-Spain, Trinidad       | 2 – 1               | 1                   | WK-kwalificatie     |                     |
| 18                  | 2008-11-19          | Cuba                           | Port-of-Spain, Trinidad       | 3 – 0               | 1                   | WK-kwalificatie     |                     |
| 19                  | 2009-02-11          | El Salvador                    | San Salvador, El Salvador     | 2 – 2               | 1                   | WK-kwalificatie     |                     |

## Erelijst
Als speler
 Aston Villa
- Football League Cup: 1995/96

 Manchester United
- Premier League: 1998/99, 1999/00, 2000/01
- FA Cup: 1998/99
- UEFA Champions League: 1998/99
- Intercontinental Cup: 1999

 Sydney
- A-League: 2005/06

 Sunderland
- Football League Championship: 2006/07

 Trinidad and Tobago
- Caribbean Cup: 1989

Individueel
- Premier League Player of the Month: februari 1996, januari 1999, maart 2000
- PFA Team of the Year: 1998/99 Premier League
- Premier League Player of the Season: 1998/99
- Premier League Golden Boot: 1998/99
- Topscorer UEFA Champions League: 1998/99
- Joe Marston Medal: 2005/06